# Monastère de Pemayangtse
Le monastère de Pemayangtsé est un monastère bouddhique de Pemayangtse, proche de Pelling au Sikkim en Inde.

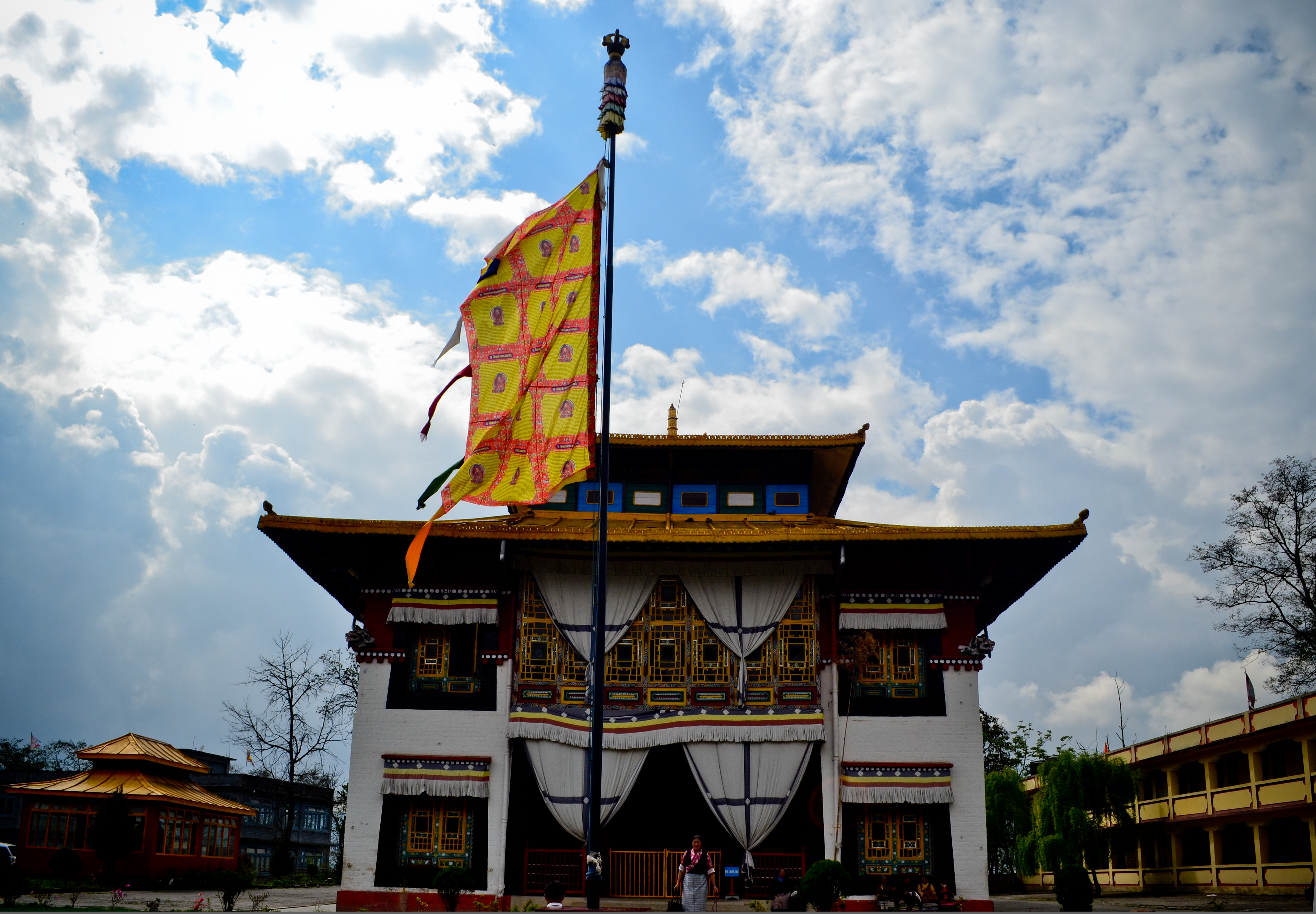